# Kędzierzyn-Koźle
Kędzierzyn-Koźle (in slesiano Kandrzin-Koźle, in tedesco Kandrzin-Cosel, in ceco Kandřín-Kozlí) è una città polacca del distretto di Kędzierzyn-Koźle nel voivodato di Opole.
Ricopre una superficie di 123,42 km² e nel 2007 contava 64 219 abitanti.

## Storia
Nel 1975, le città di Koźle, Sławięcice e Kłodnica si unirono alla città di Kędzierzyn e fu fondata Kędzierzyn-Koźle. Tutte e quattro le città sono state create nel Medioevo durante la dinastia Piast in Polonia. Koźle è il più vecchio di loro.

## Sport
Il club sportivo più famoso della città è ZAKSA - più volte campione polacca di pallavolo.

## Galleria d'immagini

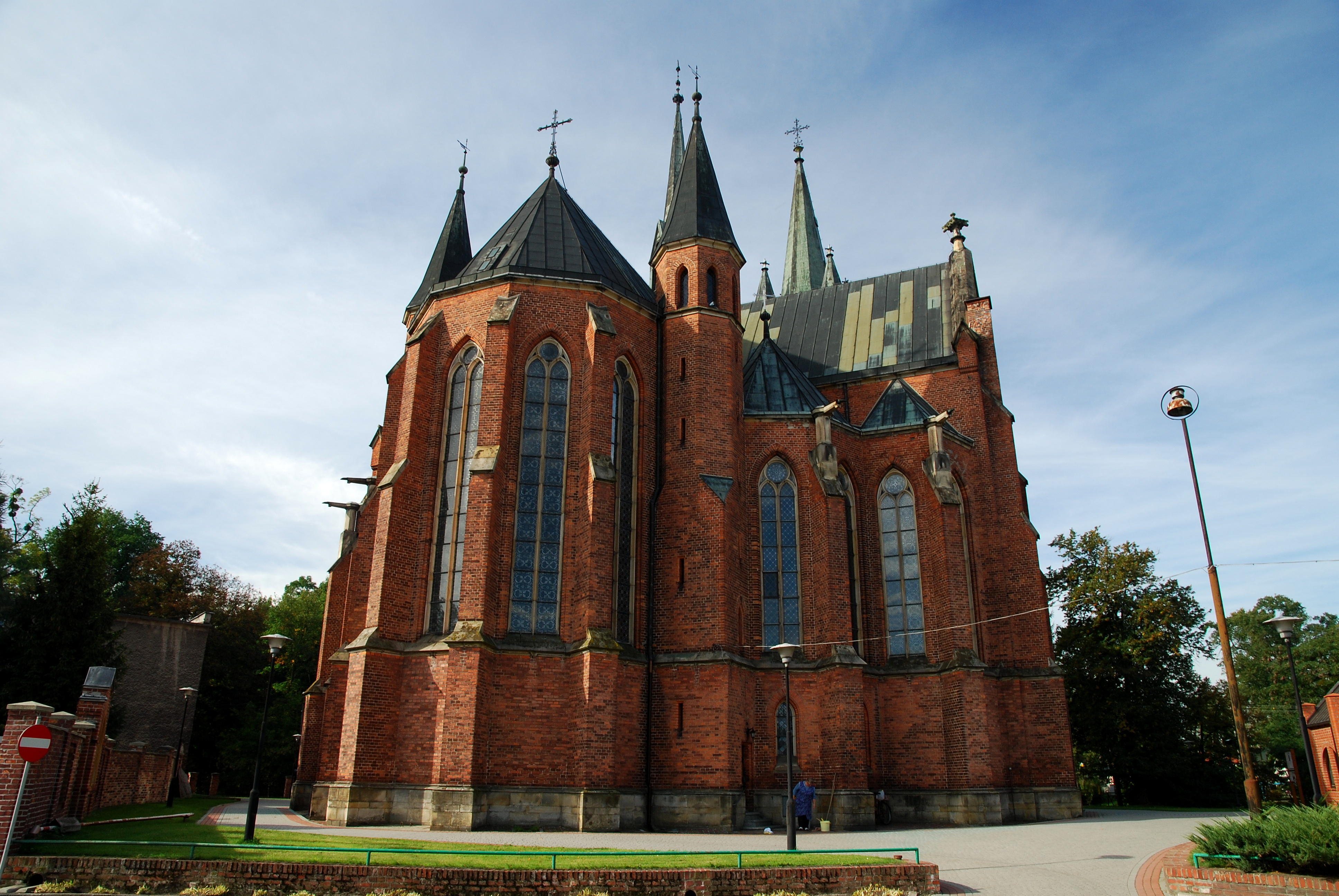
Chiesa di Santa Caterina d'Alessandria
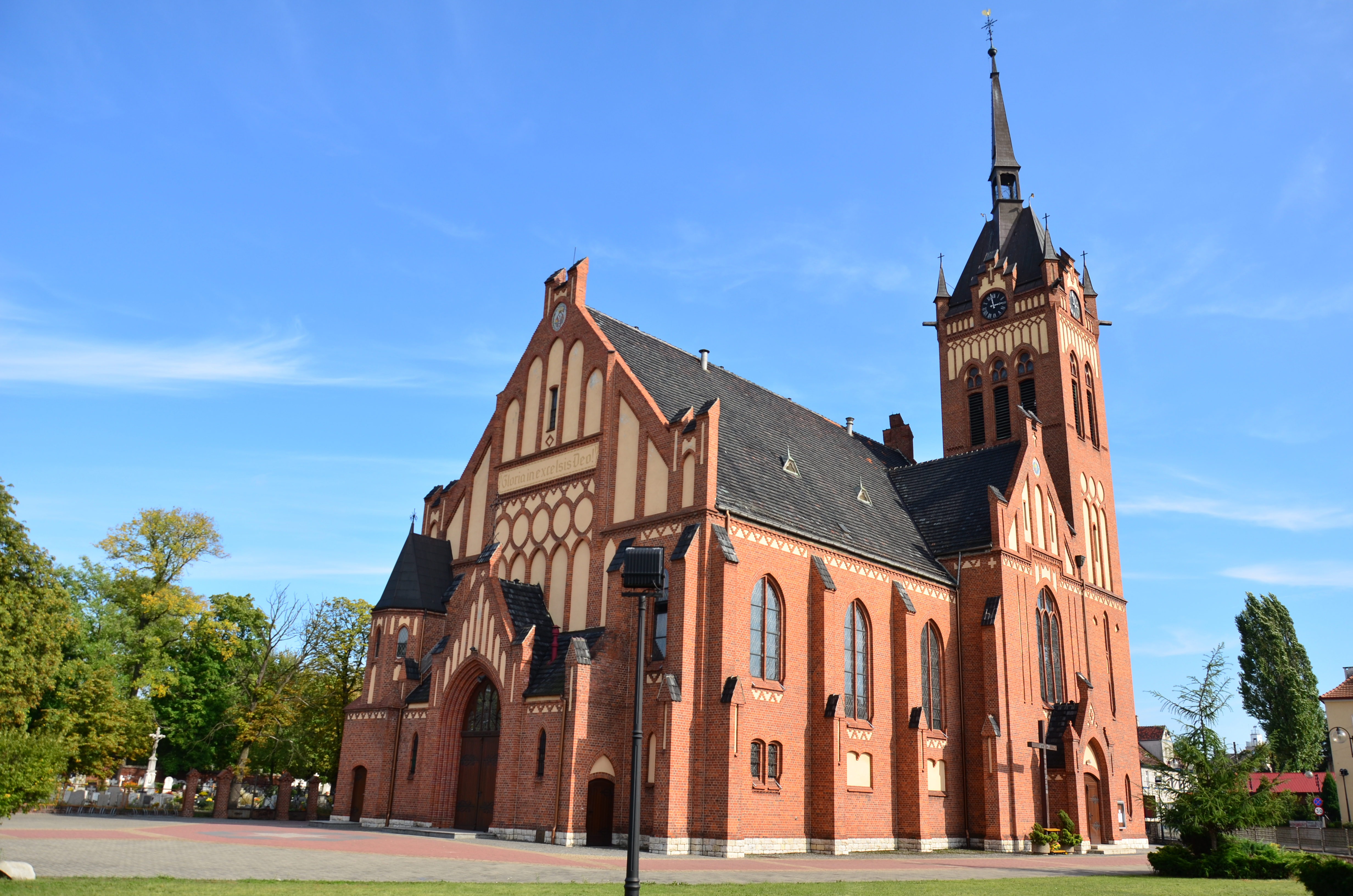
Chiesa di San Nicola
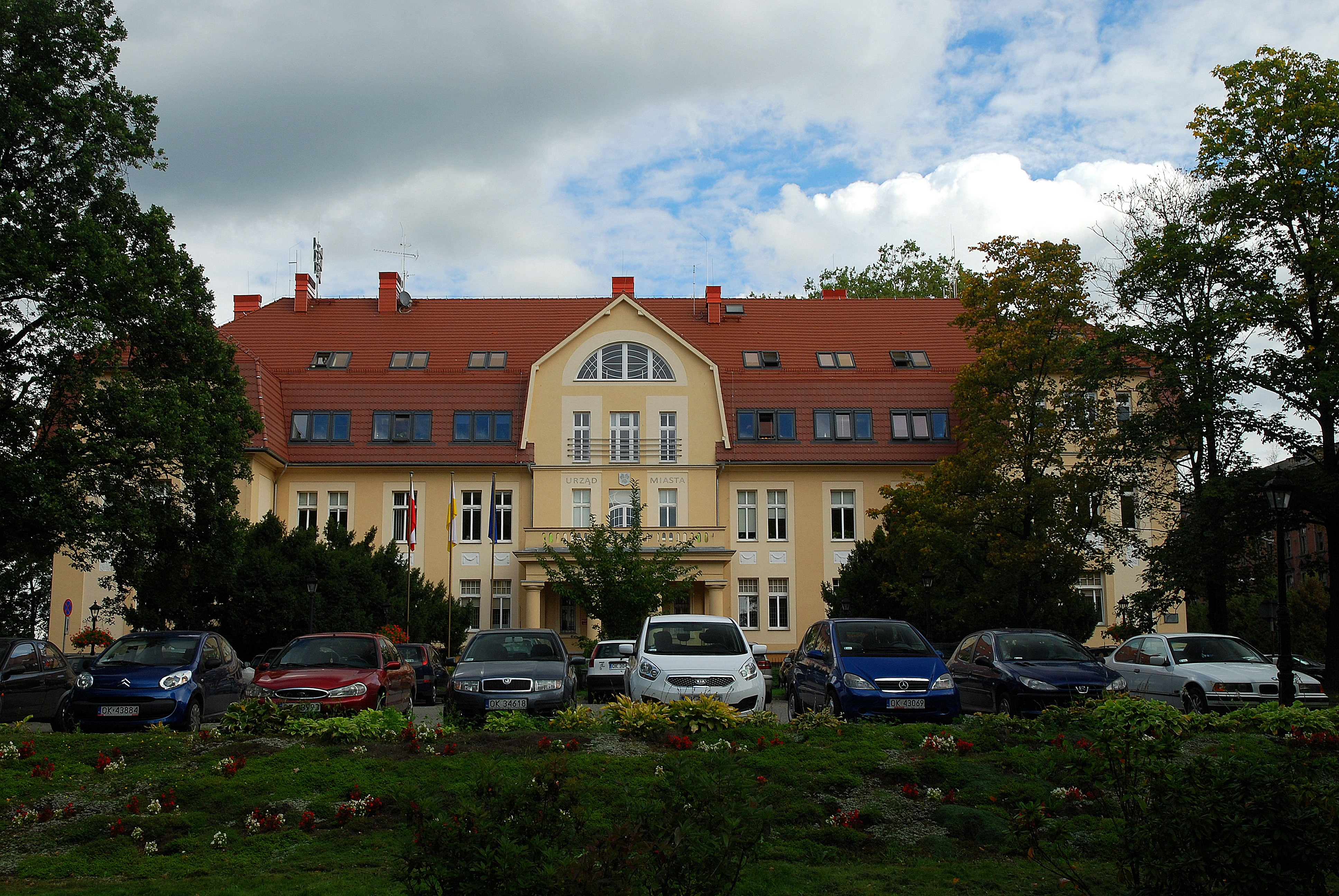
Municipio
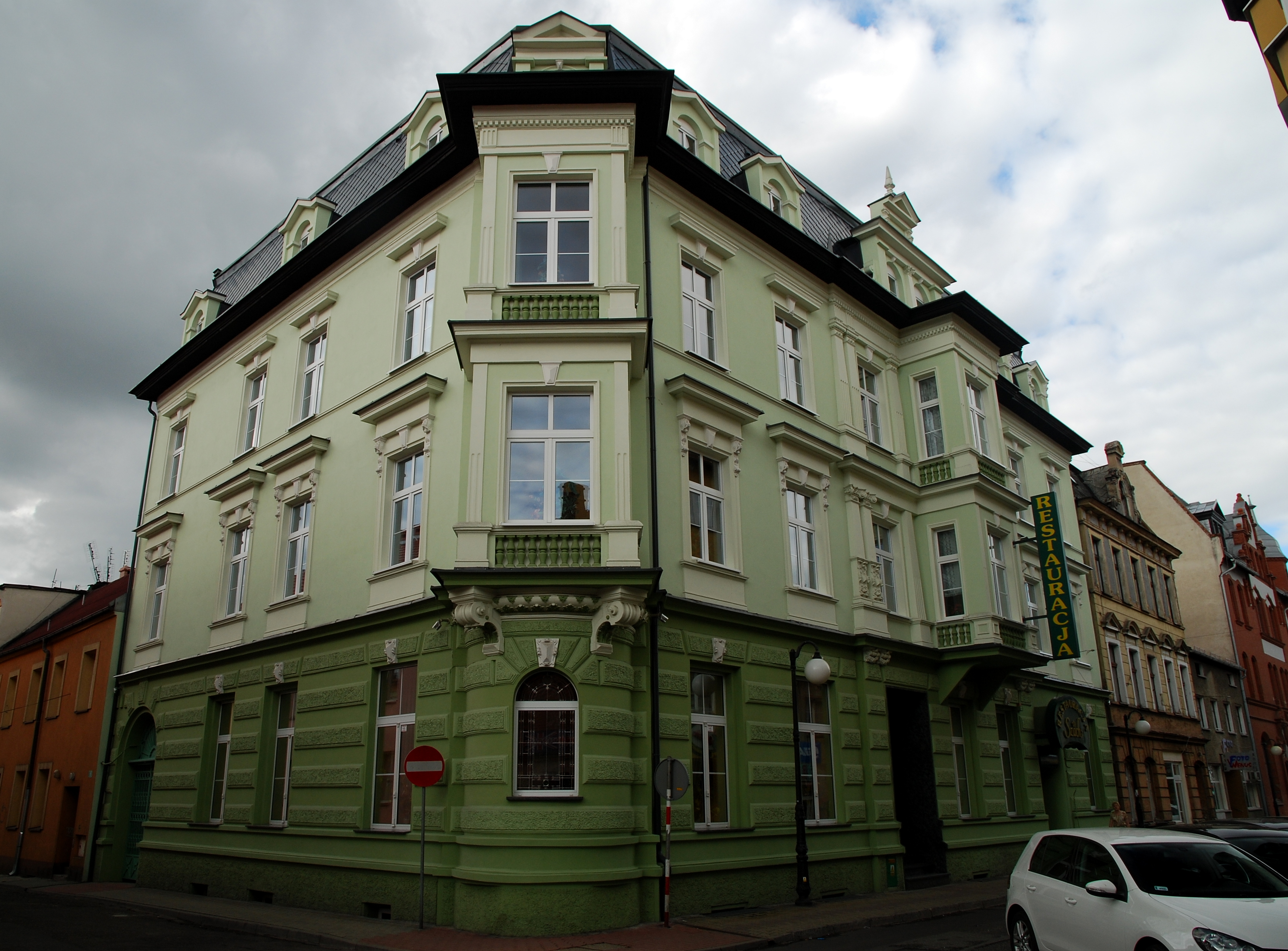
Vecchi edifici